# 新しき世界
『新しき世界』（あたらしきせかい、原題：신세계）は、2013年公開の韓国映画。2013年2月21日に韓国、翌2014年2月1日に日本で公開された。韓国では青少年観覧不可（19歳以上観覧可）でありながら、観客動員468万人を記録した。ハリウッドでのリメイクも決定している。

## ストーリー
韓国最大の犯罪組織ゴールドムーンの理事であるイ・ジャソン（イ・ジョンジェ）。彼はゴールドムーンの幹部である華僑の兄貴分チョン・チョン（ファン・ジョンミン）の右腕として働いている。しかし、ジャソンの正体はカン課長（チェ・ミンシク）に潜入捜査を命じられた警察官だった。ジャソンの正体を知るのは、カン課長、連絡役のシヌ（ソン・ジヒョ）、コ局長（チュ・ジンモ）の3人だけだ。長年に及ぶ潜入捜査の中で、ジャソンは次第に警官の職務とチョン・チョンをはじめとするヤクザの兄弟分たちとの絆の間で揺れ動き、苦悩するようになっていた。
そんなある日、ゴールドムーンの会長であるソク（イ・ギョンヨン）が交通事故で急死し、後継者争いが勃発する。争いはソクの右腕だったジェボム組出身のイ・ジュング（パク・ソンウン）と、実質No.2である元北大門組組長のチョン・チョンとの一騎討ちと目される。カン課長はこれを組織壊滅の好機と捉え、「新世界プロジェクト」と名付けた作戦をスタートさせる。

## キャスト
役名、俳優、日本語吹替の順に表記。
- イ・ジャソン - イ・ジョンジェ（渋谷哲平）
- カン・ヒョンチョル - チェ・ミンシク（安原義人）
- チョン・チョン - ファン・ジョンミン（落合弘治）
- イ・ジュング - パク・ソンウン（山野井仁）
- シヌ - ソン・ジヒョ（天野琴恵）
- コ局長 - チュ・ジンモ（後藤哲夫）
- チャン・スギ理事 - チェ・イルファ
- ヤン理事 - チャン・グァン
- 殺し屋 - キム・ビョンオク
- オ・ソンム - キム・ユンソン（増元拓也）
- ヤン・ムンソク - ナ・グァンフン
- ハン・ジュギョン - パク・ソヨン
- パク理事 - クォン・テウォン
- キム理事 - キム・ホンパ
- ソク・ドンチュル会長 - イ・ギョンヨン

## スタッフ
- 監督：パク・フンジョン
- エグゼクティブ・プロデューサー：キム・ウテク
- プロデューサー：パク・ミンジョン
- 制作プロデューサー：ハン・ジェドク、キム・ヒョンウ
- 脚本：パク・フンジョン
- 撮影：チョン・ジョンフン
- 照明：ペ・イルヒョク
- 美術：チョ・ファソン
- 録音：チョン・グン
- 編集：ムン・セギョン
- 音響：キム・チャンソプ
- 音楽：チョ・ヨンウク
- 特殊効果：DIGITAL IDEA
- 衣装：チョ・サンギョン
- メイク：キム・ヒョンジョン

## 受賞歴

### 2013年度
- 第46回シッチェス・カタロニア国際映画祭：フォーカス・アジア部門 最優秀作品賞
- 第5回ボーヌ国際スリラー映画祭：審査員賞
- 第34回青龍映画賞：主演男優賞（ファン・ジョンミン）
- 第50回大鐘賞：音楽賞（チョ・ヨンウク）
- 第22回釜日映画賞：主演男優賞（ファン・ジョンミン）
- 第33回韓国評論家協会賞：CJ CGVスター賞（イ・ジョンジェ）
- 第8回A-AWARDS：クリエイティブ部門（パク・フンジョン）
- 大韓民国ベストスター賞：映画トップスター賞（ファン・ジョンミン）